# Adama Traoré (ur. 1996)
Adama Traoré Diarra (ur. 25 stycznia 1996 w L’Hospitalet de Llobregat) – hiszpański piłkarz malijskiego pochodzenia, występujący na pozycji napastnika w angielskim klubie Fulham oraz w reprezentacji Hiszpanii. Uczestnik Mistrzostw Europy 2020. Jest znany ze swojej imponującej budowy i postury ciała, jednocześnie charakteryzując się dużą szybkością.

## Kariera klubowa
Adama Traoré urodził się w L’Hospitalet de Llobregat i od młodzieńczych lat grał w lokalnym klubie. W 2004 przeszedł do akademii piłkarskiej Barcelony. W 2013 zaczął rozgrywać mecze w drużynie "B" klubu z Katalonii. W Segunda División zadebiutował w meczu przeciwko SD Ponferradina. 23 listopada 2013 zadebiutował w La Liga w meczu przeciwko Granada CF, zmieniając Neymara. Trzy dni później zagrał w meczu Ligi mistrzów przeciwko Ajaxowi, wszedł na boisko zmieniając Cesca Fàbregasa.

## Statystyki kariery klubowej
Stan na 22 maja 2022 roku
| Klub                    | Sezon              | Liga  | Liga | Puchar kraju | Puchar kraju | Puchar ligi | Puchar ligi | Europa | Europa | Inne  | Inne | Ogólnie | Ogólnie |
| Klub                    | Sezon              | Mecze | Gole | Mecze        | Gole         | Mecze       | Gole        | Mecze  | Gole   | Mecze | Gole | Mecze   | Gole    |
| ----------------------- | ------------------ | ----- | ---- | ------------ | ------------ | ----------- | ----------- | ------ | ------ | ----- | ---- | ------- | ------- |
| FC Barcelona B          | 2013/14            | 26    | 5    | —            | —            | —           | —           | —      | —      | —     | —    | 26      | 5       |
| FC Barcelona B          | 2014/15            | 37    | 3    | —            | —            | —           | —           | —      | —      | —     | —    | 37      | 3       |
| FC Barcelona B          | Ogólnie            | 63    | 8    | —            | —            | —           | —           | —      | —      | —     | —    | 63      | 8       |
| FC Barcelona            | 2013/14            | 1     | 0    | 0            | 0            | —           | —           | 1      | 0      | 0     | 0    | 2       | 0       |
| FC Barcelona            | 2014/15            | 0     | 0    | 2            | 1            | —           | —           | 0      | 0      | —     | —    | 2       | 1       |
| FC Barcelona            | Ogólnie            | 1     | 0    | 2            | 1            | —           | —           | 1      | 0      | 0     | 0    | 4       | 1       |
| Aston Villa             | 2015/16            | 10    | 0    | 0            | 0            | 1           | 1           | —      | —      | —     | —    | 11      | 1       |
| Aston Villa             | 2016/17            | 1     | 0    | 0            | 0            | 0           | 0           | —      | —      | —     | —    | 1       | 0       |
| Aston Villa             | Ogólnie            | 11    | 0    | 0            | 0            | 1           | 1           | —      | —      | —     | —    | 12      | 1       |
| Middlesbrough           | 2016/17            | 27    | 0    | 4            | 0            | 0           | 0           | —      | —      | —     | —    | 31      | 0       |
| Middlesbrough           | 2017/18            | 34    | 5    | 2            | 0            | 2           | 0           | —      | —      | 2     | 0    | 40      | 5       |
| Middlesbrough           | Ogólnie            | 61    | 5    | 6            | 0            | 2           | 0           | —      | —      | 2     | 0    | 71      | 5       |
| Wolverhampton Wanderers | 2018/19            | 29    | 1    | 5            | 0            | 2           | 0           | —      | —      | —     | —    | 36      | 1       |
| Wolverhampton Wanderers | 2019/20            | 37    | 4    | 2            | 0            | 0           | 0           | 15     | 2      | —     | —    | 54      | 6       |
| Wolverhampton Wanderers | 2020/21            | 37    | 2    | 3            | 1            | 1           | 0           | —      | —      | —     | —    | 41      | 3       |
| Wolverhampton Wanderers | 2021/22            | 20    | 1    | 1            | 0            | 2           | 0           | —      | —      | —     | —    | 23      | 1       |
| Wolverhampton Wanderers | Ogólnie            | 123   | 8    | 11           | 1            | 5           | 0           | 15     | 2      | —     | —    | 71      | 5       |
| FC Barcelona (wyp.)     | 2021/22            | 11    | 0    | 0            | 0            | —           | —           | 6      | 0      | 0     | 0    | 17      | 0       |
| Ogólnie w karierze      | Ogólnie w karierze | 270   | 21   | 19           | 2            | 8           | 1           | 22     | 2      | 2     | 0    | 321     | 26      |